# Église Saint-Rufin-et-Saint-Valère de Vierzy

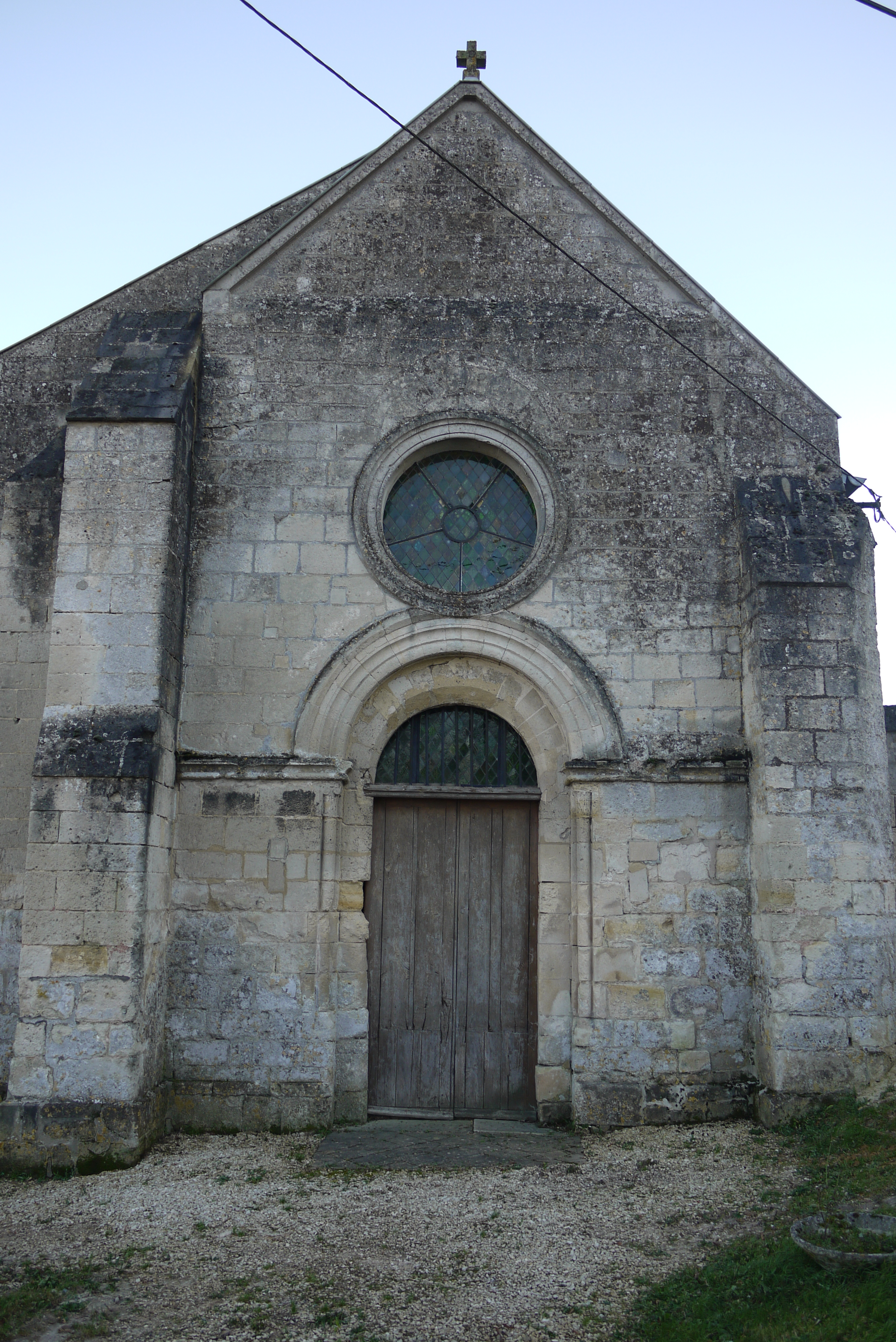

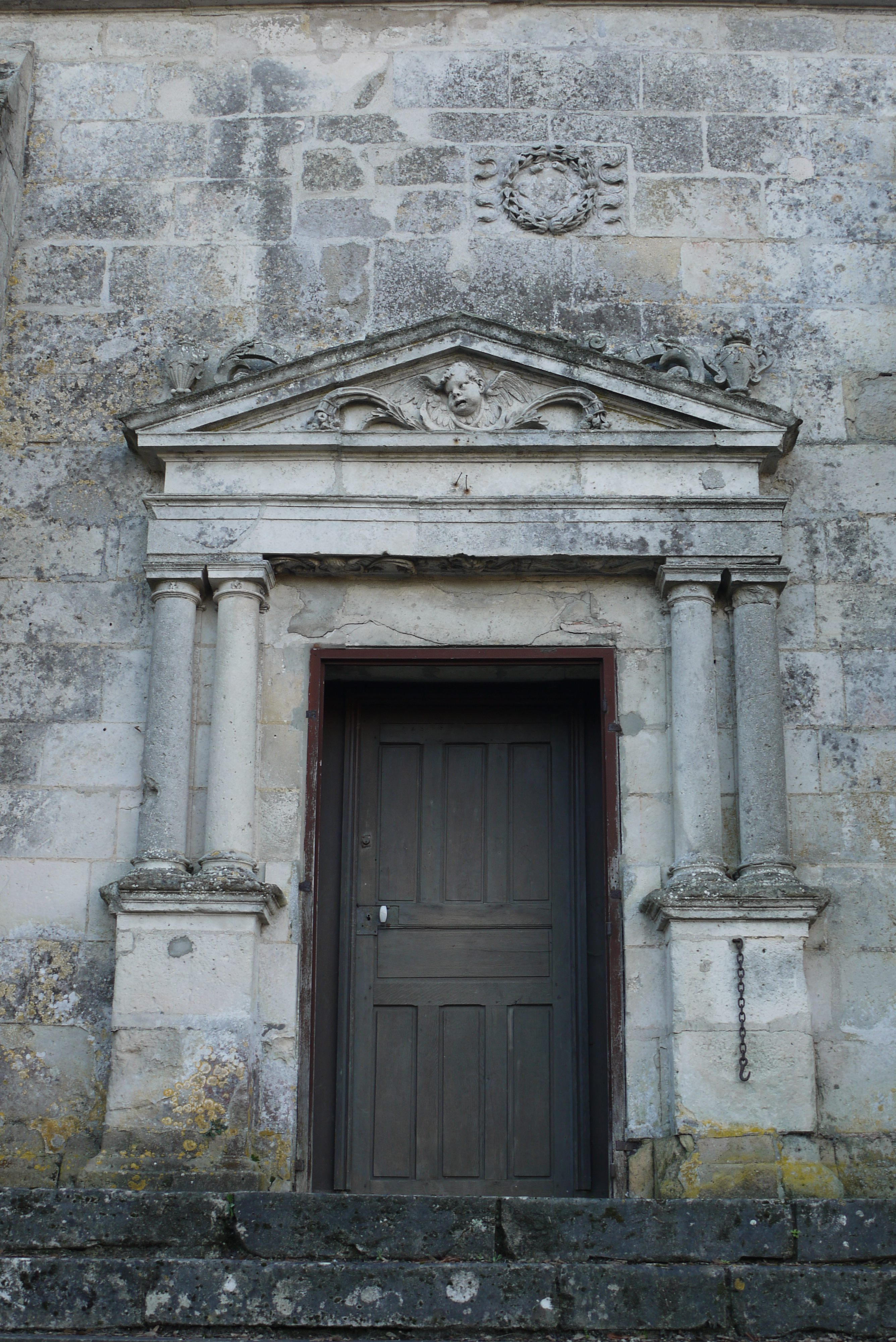

L'église Saint-Rufin-et-Saint-Valère est une église située à Vierzy, en France.

## Localisation
L'église est située sur la commune de Vierzy, dans le département de l'Aisne.

## Historique
Le monument est inscrit au titre des monuments historiques en 1927.